# ولادیسلاو هورودکی
ولادیسلاو هورودکی (Владислав Городецький؛ ۲۳ مهٔ ۱۸۶۳ – ۳ ژانویهٔ ۱۹۳۰) یک معمار اهل لهستان بود. او معمار اصلی ساختمان‌های مهمی در اوکراین بوده است. او در سال ۱۹۳۰ در تهران درگذشت و در گورستان ارامنه تهران به خاک سپرده شد.